# Borsa di Bilbao

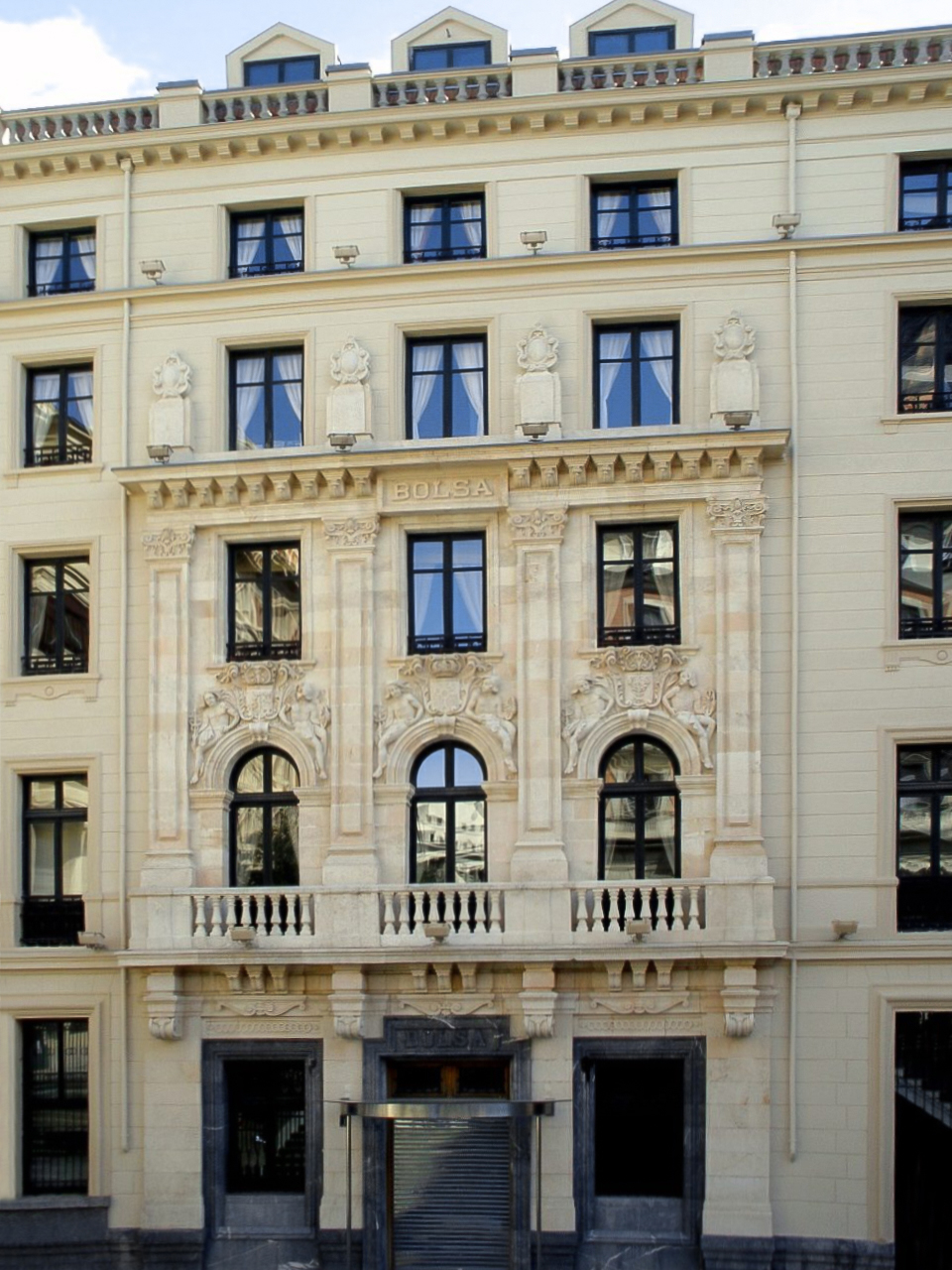
Palazzo della Borsa di Bilbao in Calle Jose Mª Olabarri, 1 a Bilbao

La Borsa di Bilbao (in spagnolo:Bolsa de Bilbao) è una borsa valori con sede a Bilbao in Spagna definita come mercato secondario ufficiale e destinato alla negoziazione esclusiva di azioni e valori convertibili o che concedono diritto di acquisizione o di abbonamento.
È una delle quattro borse  esistenti in Spagna insieme alla Borsa di Madrid, alla Borsa di Barcellona e alla Borsa di Valencia. Dal 2002 fa parte della Borsa e Mercati spagnoli (Bolsas y Mercados Españoles) o BME, società che le raggruppa.